# Рижский научно-исследовательский институт радиоизотопного приборостроения
«Рижский научно-исследовательский институт радиоизотопного приборостроения» (РНИИРП; латыш. Rīgas Radioizotopu aparatūras būves zinātniskās pētniecības institūts) являлся одним из ведущих советских государственных научно-исследовательских институтов (НИИ) в области производства радиоизотопов. Находился в г. Рига (Латвийская ССР); входил в структуру Министерства среднего машиностроения СССР (позже название было заменено на Министерство атомной энергетики и промышленности СССР).
Высокоточная аппаратура, производимая в НИИ, контролировала ядерные испытания, работала на всех советских АЭС, включая Игналинскую и Ленинградскую АЭС. РНИИРП снабжал всю атомную энергетику СССР полупроводниковыми детекторами (ППД) и был монополистом в их производстве. Приборы, измеряющие степень радиоактивного заражения, использовались в космических исследованиях, при производстве ядерного топлива для АЭС, на горнодобывающих и перерабатывающих комбинатах, а также во время аварии на Чернобыльской АЭС.
Наряду с другими наукоемкими производствами, институт производил радиоэлектронную аппаратуру для ВПК СССР и участвовал в космических исследованиях СССР: в институте были разработаны измерительные приборы и защитная обшивка для космического корабля «Буран».
Среди заказчиков института были медики, геологи и экологи.

## Род деятельности института
РНИИРП разрабатывал и производил:
- аппаратуру для контроля параметров технологических процессов;
- методы и аппаратуру для анализа элементного состава вещества;
- средства неразрушающего контроля материалов и изделий;
- методы и оборудование для осуществления радиационно-технологических процессов;
- газоразрядные детекторы ионизирующих излучений и аппаратуру с их использованием;
- приборы, измеряющие степень радиоактивного заражения;
- дозиметры;
- технологию производства p-i-n CdTe детекторов;
- средства лучевой диагностики;
- медицинское оборудование

и многое другое.
Специалисты института разрабатывали ГОСТы и рекомендации к ним.
В институте велись военные и оборонные разработки, в том числе и разработки акустического оружия. В частности, известно, что в РНИИРП проводились испытания источников регулируемой низкой частоты, которые вызывают у противника «размывание» зрения и спазмы внутренних органов, вплоть до летального исхода.
РННИРП был режимным объектом СССР (Почтовый ящик № В-2688), вся территория которого была обнесена контурным железобетонным забором с колючей проволокой. Все помещения, лаборатории и территория НИИ находились под сигнализацией, круглосуточно дежурила вооруженная охрана, действовал строгий пропускной режим (в том числе каралось любое опоздание на работу). Институт находился под контролем КГБ СССР, многие работники института имели допуск к работе с секретной документацией и были невыездными. В связи с повышенной степенью секретности в институте непрерывно работали различные комиссии.

## История
В конце 1963 года на базе отделов Всесоюзного научно-исследовательского института радиационной техники (ВНИИРТ), расположенных в г. Риге, был организован Рижский филиал ВНИИРТ, а 30 июня 1966 года на его базе создан Рижский научно-исследовательский институт радиоизотопного приборостроения (РНИИРП), ориентированный на разработку и выпуск полупроводниковых детекторов.
В 1966 году КГБ при СМ СССР для обеспечения режима секретности и безопасности присвоил номера и изменил структуру управлениям и главкам МСМ СССР.
Таким образом, с конца 1960-х годов институт находился в ведении 17-го Главного управления (атомное приборостроение; Главатомприбор Министерства Среднего Машиностроения СССР (17ГУ МСМ) под условным названием — «Почтовый ящик № А-1646» (п/я В-2268, предприятие в г. Нарва, Эстония). Позже на институт были возложены функции НИИ в области радиационной техники. В задачу института входили разработка, создание и внедрение в народное хозяйство различных методов, приборов, аппаратуры, установок и систем, основанных на использовании эффектов взаимодействия ионизирующих излучений с веществом.
Во РНИИРПе проводились исследования и разработки изделий и аппаратуры по основным направлениям радиационной техники, в том числе в области:
- преобразования энергии радиоактивного распада в тепловую и электрическую;
- радионуклидных энергетических устройств;
- радиационной защиты в космических исследованиях;
- ядерно-физических методов и аппаратуры для получения информации о качественных и количественных параметрах состава и свойств материалов и изделий;
- контроля и управления технологическими процессами;
- производства радиоизотопов;
- газоразрядных и полупроводниковых детекторов ионизирующих излучений;
- источников регулируемой низкой частоты.

В первой половине 1980-х годов РНИИРП вёл ряд тем, инвестиции в которые составляли 2,7 миллиона рублей. Среди них, разработки «Рост», «Тебра», «Сените», «Ардава», «Орион», «Мадона», «Витолс», «Вита». Так, например, только группа Крупмана А. И., потратила на темы «Система», «Модуль» и «Рапид» полмиллиона рублей. Объем исследований был грандиозным, в год институт потреблял до пяти тысяч радиоактивных источников.
В 1980 году РНИИРП приобрёл в ФРГ за 207 тысяч инвалютных рублей установку по выращиванию чистого германия и через два года синтезировал первый кристалл. Позже на основе способа «холодного» легирования германия, были созданы первые работающие образцы германиевых детекторов, которые возможно было хранить и транспортировать при комнатной температуре. По этому способу в институте была разработана промышленная технология и осуществлено производство германиевых ППД типа ДГР (детекторы германиевые радиационные) и на их основе блоков детектирования типа БДР (блоки детектирования радиационные). Детекторы подобного типа являлись оригинальной отечественной разработкой и не имели промышленных аналогов в мире.
Институт тратил значительные средства на приобретение современных ЭВМ, был создан отдел численностью более 80 человек.
Велась разработка приборов по секретной теме «Фетр», собиралась автоматическая телефонная станция.
Во РНИИРПе впервые в истории СССР разработали и стали производить цифровые радиоизотопные приборы (по сравнению с аналоговыми это был значительный шаг вперед; также они были несравненно дешевле, компактнее, надежнее и на порядок выше по уровню). Их заказывали и покупали в Африке и Южной Америке, поэтому РНИИРП исполнял и иностранные заказы в «тропическом» исполнении.
Специалисты института участвовали в работе Совета экономической взаимопомощи (СЭВ) по направлению «Радиоизотопные приборы», разрабатывали ГОСТы и стандарты СЭВ.
До начала 1990-х годов в отрасли существовала эффективная система развития ядерного приборостроения. В нее входили, кроме РНИИРП, также СНИИП, НИИТФА и пять приборостроительных заводов, обеспечивающих серийное производство.
РНИИРП был основным разработчиком радиоизотопных приборов, применявшихся в металлургической, химической и горнодобывающей отрасли. Также в середине 1970-х годов институт стал головным научным центром по разработке технологий и созданию детекторов ионизирующего излучения на основе полупроводниковых структур. СНИИП был головной организацией по разработке приборов и систем измерения ионизирующего излучения для всех направлений науки и промышленности: от атомной энергетики до космонавтики и медицины. НИИТФА был ведущим институтом по созданию специальных приборов и оборудования технической физики, включая детекторы ионизирующего излучения, изотопные источники электрической энергии, приборы технической диагностики и неразрушающего контроля, масс-спектрометрические комплексы и приборы рентгенофлуоресцентного анализа.
После распада СССР СНИИП и НИИТФА стали самостоятельными организациями, а РННИРП закрыли в 1990 году. Связи между НИИ и предприятиями нарушились, а заказы на научно-исследовательские и опытно-конструкторские работы практически прекратились.
После обретения Латвией независимости Директор РНИИРП Л. Н. Нахгальцев отказался передавать новым властям закрытые разработки института и, следуя инструкции, уничтожил секретную документацию, связанную с оборонными разработками СССР. По распоряжению властей он был выслан из Латвийской республики в 24 часа.

## Организационная структура
- комплекс научно-исследовательских и конструкторских подразделений;
- опытное, серийное производство и технологические службы;
- вспомогательные и обслуживающие подразделения.

## Руководство
- 1966—?: директор, к. т. н. В. А. Янушковский[14][15];
- 1977—1990: директор, к. т. н. Л. Н. Нахгальцев[13].